# Wólka Gościeradowska
Wólka Gościeradowska – wieś w Polsce położona w województwie lubelskim, w powiecie kraśnickim, w gminie Gościeradów. 
Wieś położona przy drodze krajowej 74 w połowie drogi z Goscieradowa Ukazowego do Liśnika Dużego.
W latach 1975–1998 miejscowość administracyjnie należała do województwa tarnobrzeskiego.
Wieś stanowi sołectwo gminy Gościeradów. Według Narodowego Spisu Powszechnego (III 2011 r.) wieś liczyła 516 mieszkańców.

## Historia
W wieku XIX Wólka Gościeradowska stanowiła wieś w dobrach Gościeradów posiadała wówczas osad 17 z gruntem mórg 361.